# Stefan-Boltzmanns lov
Stefan-Boltzmanns lov beskriver, hvor meget energi et sort legeme udsender i form af elektromagnetisk stråling. Denne udstråling er proportional med temperaturen {\displaystyle T} i fjerde, hvilket kan skrives som:
{\displaystyle j=\sigma T^{4}}
hvor {\displaystyle j} er effekten pr. overfladeareal, mens {\displaystyle \sigma } er en proportionalitetskonstant kaldet Stefan-Boltzmanns konstant. 
Hvis et legeme er isoleret og dermed ikke i stand til at afgive varme ved varmediffusion, er sortlegemestråling den eneste proces, der nedkøler legemet. Loven kan fx bruges til at lave klimamodeller for Jorden.
Loven er opkaldt efter Josef Stefan og Ludwig Boltzmann.

## Historie
I 1864 fremlagde John Tyndall målinger af den udsendte infrarøde udstråling fra en platintråd og trådens tilsvarende farve.
Adolph Wüllner citerede Tyndalls resultater i sin lærebog i fysik fra 1875 og tilføjede estimater for sammenhængen mellem platintrådens temperatur og farve.
Proportionaliteten til den absolutte temperatur opløftet til fjerde potens blev udledt af Josef Stefan (1835–1893) i 1879 ud fra Tyndalls målinger i artiklen Über die Beziehung zwischen der Wärmestrahlung und der Temperatur.
Ludwig Boltzmann (1844–1906) lavede i 1884 en udledning af loven baseret på teoretiske betragtninger, som byggede på Adolfo Bartolis arbejder.
Bartoli havde i 1876 udledt eksistensen af strålingstryk ud fra termodynamikkens principper. Opfølgende betragtede Boltzmann en ideel varmekraftmaskine, som brugte elektromagnetisk stråling i stedet for en ideel gas som materiale.
Loven blev næsten øjeblikkeligt verificeret eksperimentelt. Heinrich Weber påviste i 1888 afvigelser ved høje temperaturer, men perfekt efterlevelse af loven inden for måleusikkerhederne var bekræftet for temperaturer op til 1535 K i 1897.
Loven, inkl. den teoretiske udledning af Stefan-Boltzmanns konstant som en funktion af lysets hastighed, Boltzmanns konstant og Plancks konstant, følger direkte af Plancks lov som formuleret i 1900.